# Karavireddihalli, Mulbagal
Karavireddihalli là một làng thuộc tehsil Mulbagal, huyện Kolar, bang Karnataka, Ấn Độ.